# Basílica palatina de Santa Bárbara
La Basílica Palatina de Santa Bárbara es una iglesia católico de Mantua.

## Historia

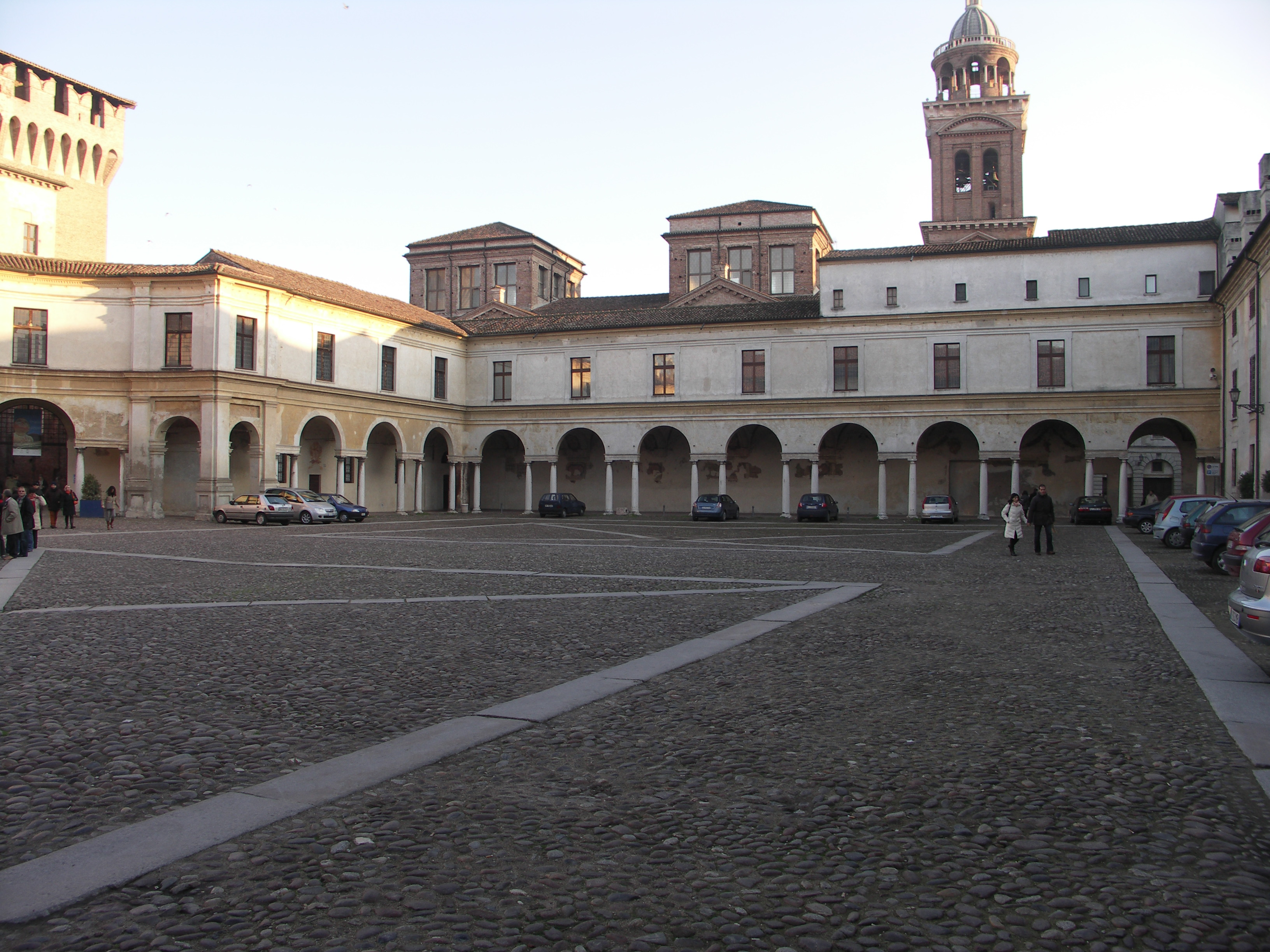
Palacio Ducal de Mantua: el Prato di Castello y el campanario de Santa Bárbara

Construida a petición del duque Guglielmo Gonzaga y diseñada por el arquitecto mantuano Giovan Battista Bertani, la obra se construyó en dos fases, de 1562 a 1567 y de 1569 a 1572, y a partir de 1565 las ceremonias religiosas de la corte fueron dirigidas por los innumerables abades. La conexión deseada por el duque Guglielmo, entre el Palacio Ducal y la iglesia, se cerró a finales del siglo XIX. La reapertura del paso al público tuvo lugar el 16 de septiembre de 2018.Santa Bárbara puede considerarse la obra maestra tanto del cliente como del creador; Dotada por el duque de numerosos privilegios, exención del control episcopal, como iglesia palatina, y la posibilidad de presumir de un rito propio, diferente al romano, fue concebida como sede de suntuosas ceremonias litúrgicas acompañadas de música sacra del más alto nivel. nivel, la verdadera pasión del duque, gracias también al precioso órgano Antegnati.
Incluso después del fin del dominio Gonzaga mantuvo sus privilegios palatinos y, de hecho, entre 1866 y 1929, el título de Abad de Santa Bárbara de Mantua fue asumido por el Capellán Mayor del Rey de Italia (también residente en Florencia y por 1871 en Roma).
El fuerte terremoto que azotó Emilia el 29 de mayo de 2012 causó daños en la cúpula del campanario de la basílica.

## Descripción

### Arte y arquitectura

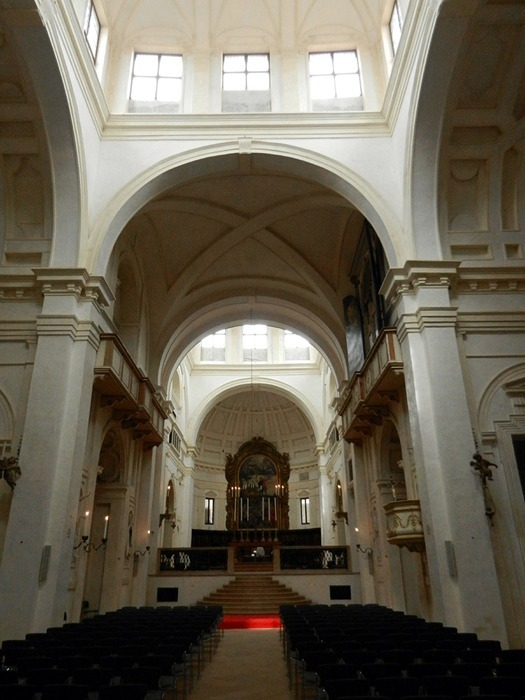
el interior

La estructura arquitectónica es decididamente singular: a una estructura central, con una linterna cuadrada en el centro, le sigue un presbiterio muy elevado, cubierto por una segunda linterna similar a la primera y seguido de un espectacular ábside decorado con extraños artesonados que se cruzan. El trazado longitudinal está formado, pues, por la suma de dos celdas de planta central y el posterior presbiterio semicircular, que da a una profunda cripta formada por un espacio rectangular y una cabecera ovalada. Las pilastras, en realidad, están formadas por bandas simples sin base ni capitel.
El campanario de ladrillo, coronado por un singular templete redondo, es uno de los elementos más característicos del panorama urbano de Mantua. El modelo en el que se inspiró el arquitecto de la corte Giovan Battista Bertani fue el pequeño templo circular de San Pietro in Montorio de Bramante, del que reemplazó la columnata del entablamento vitruvio por una logia serliana siguiendo el ejemplo de Sebastiano Serlio y Andrea Palladio. En el interior, en los dos altares laterales, se encuentran dos grandes lienzos de Lorenzo Costa el Joven, diseñados por el propio Giovan Battista Bertani, El bautismo de Constantino y El martirio de San Adriano. Entre las otras pinturas, el retablo del presbiterio con El martirio de Santa Bárbara de Domenico Brusasorci (1564), La Anunciación pintada en un lado de las puertas del órgano por Fermo Ghisoni, que en el otro lado representaba a Santa Bárbara y San Pedro (1566).

### Órgano de tubos

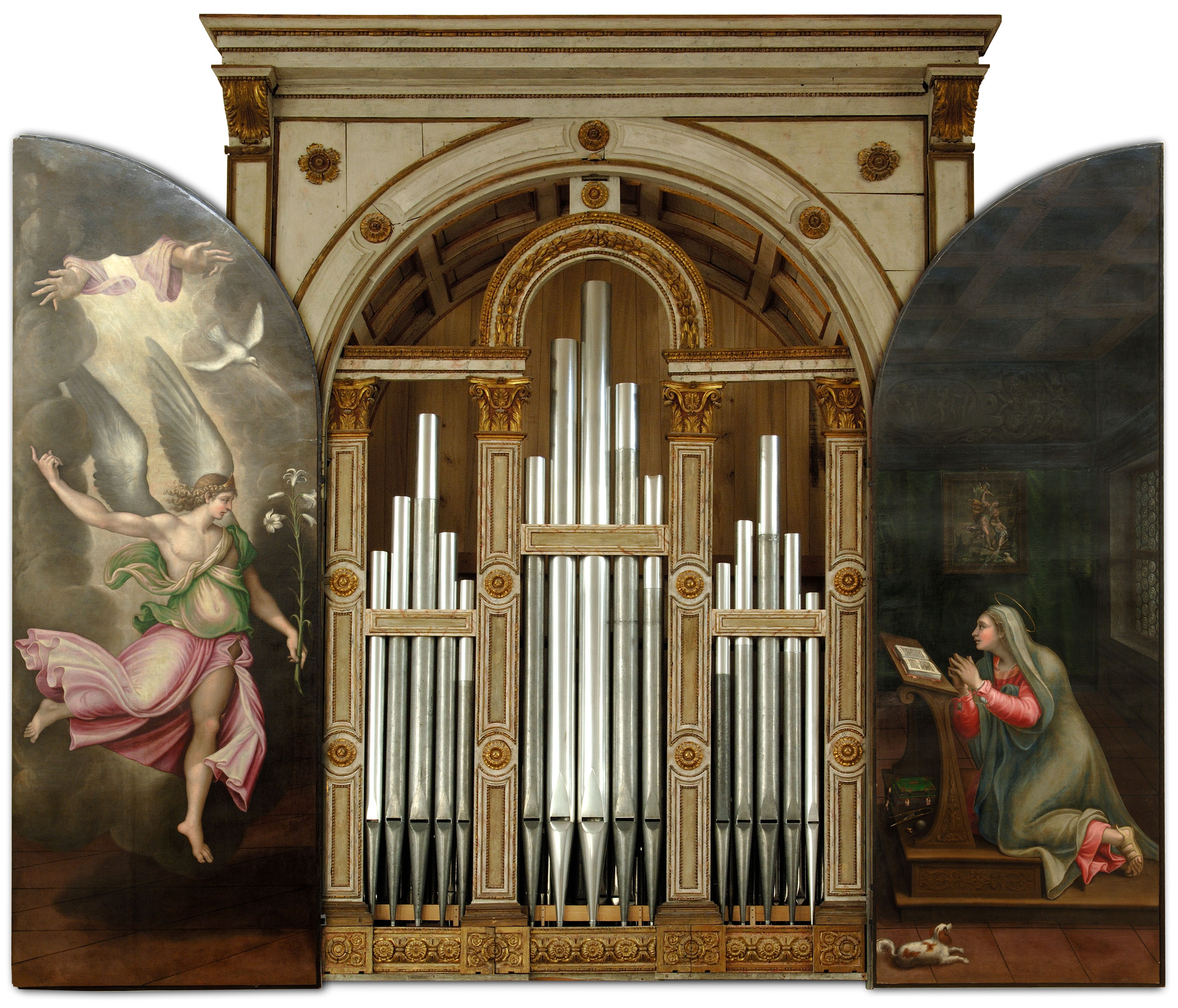
órgano de tubos

En la basílica se encuentra un órgano Antegnati, construido en 1565 por el organero Graziadio Antegnati y restaurado durante una restauración entre 1995-2006 por Giorgio Carli de Pescantina.  El instrumento, con un solo teclado y una pedalera de atril de 17 notas unidas constantemente al teclado, está cerrado en una caja dorada ricamente tallada colocada sobre el coro en cornu Epistulae. Las tuberías están cerradas por dos puertas, atribuidas a Fermo Ghisoni, que representan a Santa Bárbara y San Pedro en la parte exterior y la Anunciación en la parte interior.

## Panteón Gonzaga
En la Basílica Palatina fueron enterrados importantes miembros de la dinastía Gonzaga, que salió a la luz durante unas obras de restauración en 2007:
- Federico II Gonzaga, I duque de Mantua;
- Francesco III Gonzaga, segundo duque de Mantua;
- Guglielmo Gonzaga, III duque de Mantua;
- Guglielmo Domenico, hijo de Vincenzo I Gonzaga;
- Francesco IV Gonzaga, V duque de Mantua;
- Carlos I de Gonzaga-Nevers, octavo duque de Mantua;
- Fernando Carlos de Gonzaga-Nevers, décimo duque de Mantua (sólo el cráneo, otros restos en San Francesco Grande en Padua.[3]

## Entradas relacionadas
- Gobernantes de Mantua
- Palacio Ducal de Mantua
- Guglielmo Gonzaga
- Giovan Battista Bertani
- Gregorio Carbonelli
- Plaza del Castillo